# 잠실광역환승센터

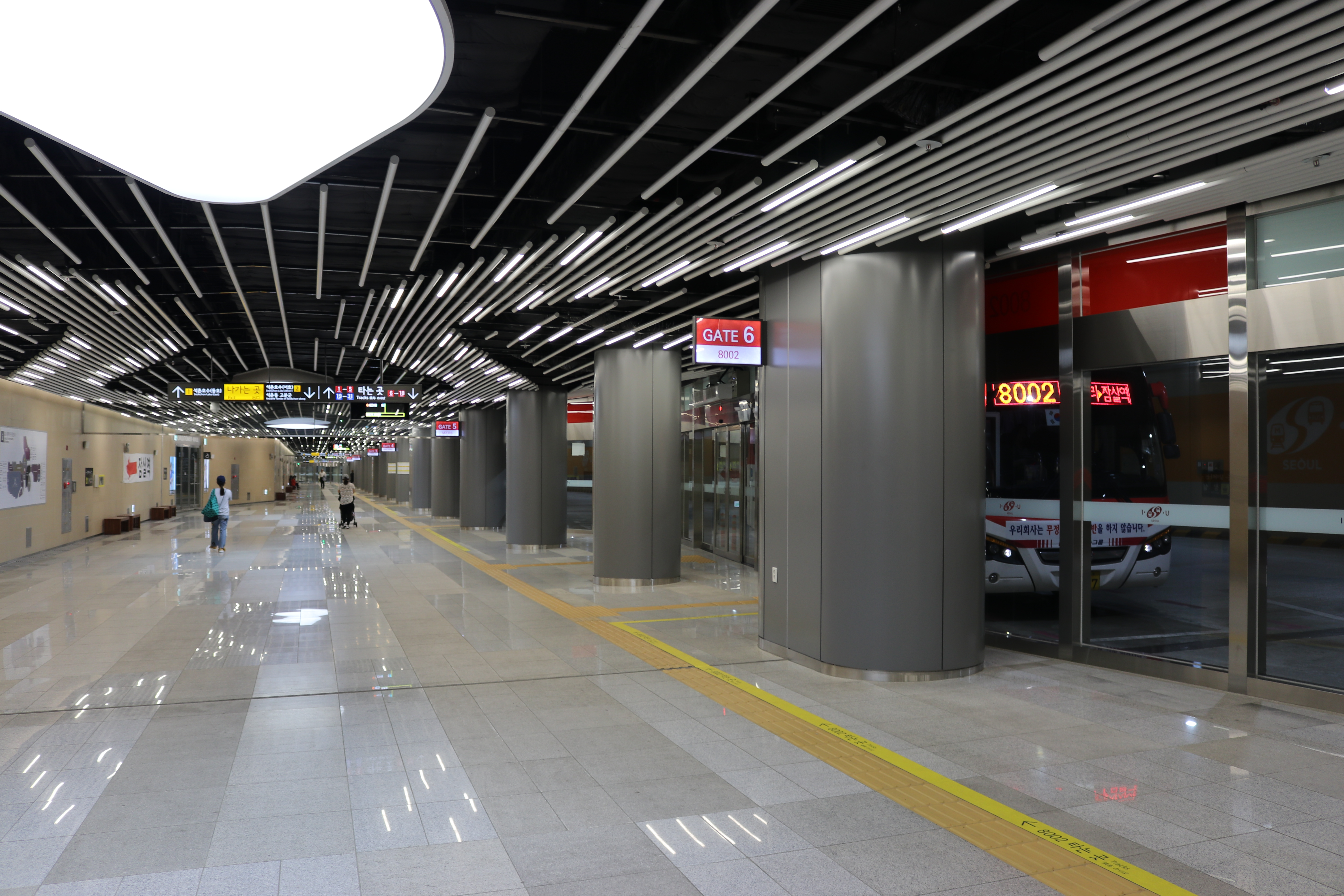
잠실광역환승센터 6번 게이트 전경

잠실광역환승센터는 서울특별시 송파구 잠실동에 위치한 시내버스 환승센터이다. 2호선과 8호선으로 환승할 수 있는 잠실역과 환승통로로 연결되어있다. 승강장 근처에 롯데월드와 롯데월드타워가 있다. 환승센터 지상에는 서울특별시의 시내버스 전용 하차정류장이 있다. 서울특별시 최초의 지하 환승센터이다.

## 연혁
- 2016년 12월 3일 : 정식개통 (9번~14번)
- 2017년 1월 7일 : 정식개통 (1번~8번)
- 2018년 4월 23일 : 정식개통 (15번)
- 2019년 9월 3일 : 정식개통 (25번)
- 2020년 3월 17일 : 정식개통 (24번)
- 2020년 3월 19일 : 정식개통 (22번)
- 2020년 3월 27일 : 정식개통 (21번)
- 2020년 3월 31일 : 정식개통 (23번)
- 2020년 4월 3일: 일부 노선 승차 위치 변경

## 승강장

### 1번 (하남방면)
- ● 경기도 직행좌석버스 : 9302번 -> 미사강변도시, 스타필드하남, 하남BRT환승센터

### 2번 ~ 4번 (남양주 방면)
- ● 경기도 직행좌석버스 :  1000번 -> 양정동, 금곡동, 평내동, 호평동
- ● 경기도 직행좌석버스 :  1000-1번-> 평내동, 호평동
- ● 경기도 직행좌석버스 :  1003번-> 다산동
- ● 경기도 직행좌석버스 :  1200번-> 금곡동, 호평동, 화도읍
- ● 국토교통부의 광역급행버스 :  M2323번 -> 평내동, 호평동
- ● 국토교통부의 광역급행버스 :  M2352번 -> 수석동, 평내동

### 5번 (남양주 방면)
- ● 국토교통부의 광역급행버스 :  M2316번 -> 천마산, 차산리

### 6번 (가평방면)
- ● 경기도 직행좌석버스 : 8002번 -> 창현리, 마석역, 대성리
- ● 국토교통부의 광역급행버스 :  M2341번 -> 마석역, 월산지구

### 7번 (남양주방면)
- ● 경기도 직행좌석버스 : 8012번 -> 구리영업소, 진접지구, 경복대학, 광릉내

### 8번  (남양주 방면)
- ● 경기도 직행좌석버스 : 1001번 -> 구리영업소, 별내신도시, 청학리
- ● 국토교통부의 광역급행버스 :  M5333번 -> 안양역, 범계역

### 9번 (구리방면)
- ● 경기도 직행좌석버스 :  1115-6번 -> 구리여고, 구리역, 인창동, 농산물시장

### 10번 (수원터미널방면)
- ● 경기도 직행좌석버스 : 1009번 -> 세곡동, 고등동, 삼평교, 이목동, 화서역, 서수원, 수원대학교
- ● 국토교통부의 광역급행버스 :  M5342번 -> 영통, 수원종합버스터미널

### 11번 ~ 13번 (광주,성남,위례방면)
- ● 경기도 도시형버스 : 31번 -> 장지역, 위례신도시, 하남위례동
- ● 경기도 도시형버스 : 32번 -> 장지역, 갈현동, 목림동, 광주터미널, 광주차고지
- ● 경기도 직행좌석버스 : 500-1번 -> 장지역, 모란역, 초월역, 곤지암터미널, 동원대학

### 14번 (수원대방면)
- ● 경기도 직행좌석버스 : 1007번 -> 수서역, 고등동, 삼평교, 매향동, 수원역, 오목천주공, 수원대학교

### 15번 (양주방면)
- ● 경기도 굿모닝 급행버스 : G1300번 -> 민락 나들목, 민락BRT정류소, 고읍지구, 옥정지구, 덕정역

### 21번 (갈매동방면)
- ● 경기도 직행좌석버스 : 1680번  -> 구리포천고속도로, 보현사, 갈매주공단지, 갈매역
- ● 경기도 직행좌석버스 : G1690번 -> 갈매지구

### 22번 (의정부방면)
- ● 경기도 직행좌석버스 : G6000번  -> 구리포천고속도로, 민락2지구, 송산주공, 신동초.신동아파밀리에아파트
- ● 경기도 직행좌석버스 : G6100번  -> 구리포천고속도로, 고산직, 민락2지구, 민락1지구, 어룡역, 경기도청북부청사

### 23번 (화성,양주방면)
- ● 경기도 직행좌석버스 : G6009번  -> 송파역, 장지역, 수도권제1순환고속도로, 경부고속도로, 동탄테크노밸리, 동탄2신도시
- ● 경기도 직행좌석버스 : 1304번  -> 민락 나들목, 민락BRT정류소, 덕계역, 양주시청, 백석중학교, 동화.세아아파트, 홍죽산단근린공원

### 24번 (이천,양평방면)
- ● 경기도 직행좌석버스 : G2100번 -> 가락시장역, 수도권제1순환고속도로, 성남이천로(신 3번국도), 이천터미널, 이천역
- ● 경기도 직행좌석버스 : G9311번 -> 올림픽대로, 팔당대교, 국수리, 아신리, 양평터미널, 용문버스터미널
- ● 경기도 직행좌석버스 : 2301번  -> 올림픽대로, 서울양양고속도로, 문호리 (2025년 6월 20일 개통예정)

### 25번 (포천방면)
- ● 경기도 직행좌석버스 : 3006번  -> 구리포천고속도로, 송우리터미널, 대진대학교, 포천시청

## 사진

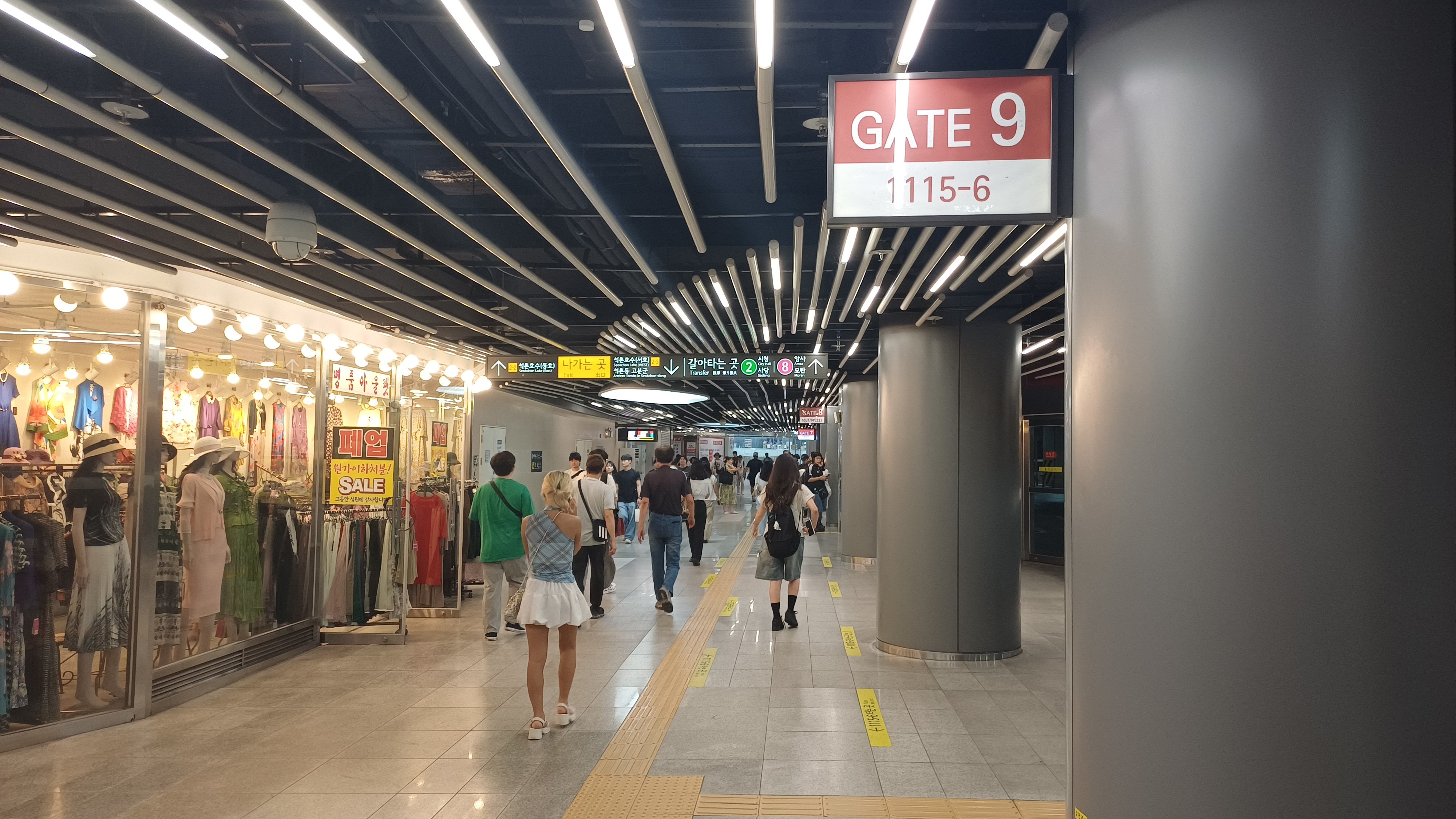
9번게이트
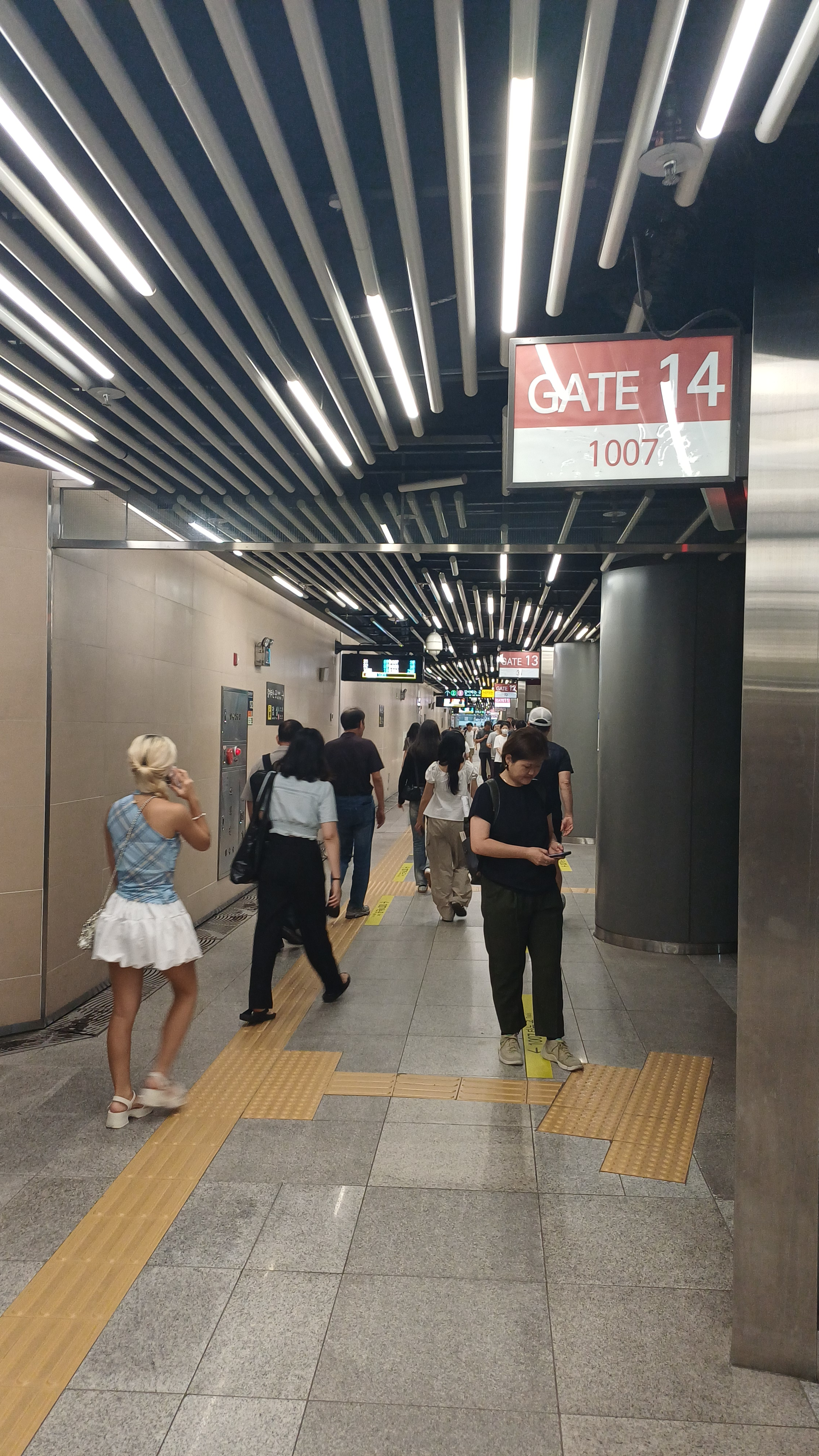
14번 게이트

## 같이 보기
- 경기도의 시내버스